# 그레이 가든
그레이 가든(Grey Gardens)은 미국에서 제작된 데이빗 메이즐스 감독의 1975년 다큐멘터리 영화이다. 에디스 부비에 빌 등이 주연으로 출연하였고 알버트 메이슬리스 등이 제작에 참여하였다.
2010년, 이 영화는 문화적, 역사적, 미적 중요성으로 인해 미국 의회도서관에 의해 미국 국립영화등기부의 보존물로 선정되었다.

## 출연

### 주연
- 에디스 부비에 빌

### 조연
- 잭 헬무스
- 알버트 메이슬리스
- 데이빗 메이즐스

## 제작진
- 협력프로듀서: 수잔 프롬크